# دختری با تمام موهبت‌ها (فیلم)
دختری با تمام موهبت‌ها (به انگلیسی: The Girl with All the Gifts) یک فیلم پسا-آخرالزمانی ترسناک بریتانیایی به کارگردانی کالم مک‌کارثی و نویسندگی مایک کری است که برگرفته از رمان او به همین نام ساخته شده است. از بازیگران آن می‌توان به جما آرترتون، گلن کلوز، پدی کانسیداین، دومنیک تیپر، آناماریا مارینکا، و سنیا نانوآ اشاره کرد. داستان فیلم آینده‌ای پادآرمان‌شهر را به تصویر می‌کشد و دربارهٔ شکست و سقوط جامعه است که در آن اکثریت انسان‌ها توسط نوعی عفونت قاچی از صحنهٔ روزگار محو شدند، و تمرکز آن بر روی مبارزهٔ دکتری برای ساخت واکسن، یک آموزگار و دو سرباز است که همراه با دختری جوان و استثنایی به نام ملانی وارد سفری اجتناب‌ناپذیر برای بقاء می‌شوند.